# إرنست إيغلي
إرنست إيغلي (بالألمانية: Ernst Egli) (و. 1893 – 1974 م) هو مهندس معماري نمساوي، ولد في فيينا، توفي في مايلن، عن عمر يناهز 81 عاماً.